# Jean-Paul Agon
Jean-Paul Agon (Boulogne-Billancourt, 6 de julio de 1956, es un líder empresarial francés, director ejecutivo del Grupo L'Oréal de 2011 a 2021. Desde entonces ha sido presidente del Consejo de Administración. Desde abril de 2022 es presidente de HEC Paris.

## Biografía
Jean-Paul Agon nació el 6 de julio de 1956 en Boulogne-Billancourt. Es hijo de un ejecutivo de la industria farmacéutica y de una arquitecta.
Después de completar su educación en la Escuela Sainte-Croix en Neuilly-sur-Seine, Jean-Paul Agon se unió a HEC Paris. Interesado en el marketing, se unió a L'Oréal cuando dejó la escuela.
Jean-Paul Agon se unió al grupo L'Oréal en 1978 y comenzó su carrera como representante, antes de ser nombrado gerente de marketing de productos en LaSCAD.
Luego encadenó posiciones en el grupo, llegando a ser director general de L'Oréal en Francia, pero también en el extranjero (Grecia, Alemania, Asia, Norteamérica) y al frente de Biotherm a finales de los 90.
El 25 de abril de 2006, la Asamblea General Anual de L'Oréal lo nombró oficialmente Director Gerente del Grupo, luego de haber sido nombrado Director Gerente Adjunto un año antes. Lindsay Owen-Jones describe a su sucesora como “la candidata ideal”. Jean-Paul Agon asumió la dirección del grupo un año y medio antes de la crisis financiera mundial de 2008.
En 2009 renunció a sus stock options, tras un año en el que los beneficios del grupo no aumentaron.
El 17 de marzo de 2011 asumió como Presidente y Consejero Delegado del grupo. Se convierte así en el quinto director ejecutivo de L'Oréal en un siglo.
Desde su llegada en 2006 hasta 2015, el valor de la compañía se duplicó, pasando de 48 mil millones el 1 de mayo de 2006 a 100 mil millones en 2015. En una década, la facturación del grupo se ha multiplicado por 1, 8 y el beneficio neto del grupo se duplicó.
En 2021, deja el cargo de director ejecutivo para encabezar la junta directiva de la empresa.
En abril de 2022, fue nombrado presidente de Escuela de Estudios Superiores de Comercio.